# 15076 Joellewis
15076 Joellewis (1999 BL25) là một tiểu hành tinh vành đai chính được phát hiện ngày 18 tháng 1 năm 1999 bởi nhóm nghiên cứu tiểu hành tinh gần Trái Đất phòng thí nghiệm Lincoln ở Socorro.